# Assassinats al Mont-Saint-Michel
Assassinats al Mont-Saint-Michel (títol original en francès, Meurtres au Mont-Saint-Michel) és un telefilm francès de 2022 dirigit per Marie-Hélène Copti i escrit per Thomas Perrier i Marie Lefebvre. Forma part de la col·lecció Assassinats a.... Es va emetre per primera vegada a Bèlgica el 8 de gener de 2022 a La Une, a Suïssa l'11 de gener al canal RTS Un i a França 15 de gener del mateix any a France 3. S'ha doblat al català per a TV3, que va emetre-la per primer cop el 22 d'octubre de 2023.
Es va rodar del 31 de maig al 29 de juny de 2021 a Normandia, especialment al mont Saint-Michel.
L'estrena a França va ser seguida per 5.050.000 espectadors, cosa que va representar el 25,3% de quota d'audiència.

## Sinopsi
La capitana Sophie Maliquot torna al Mont-Saint-Michel, on va créixer i on hi ha el seu pare enterrat, per investigar la misteriosa mort d'Antonio Ribeiro, que assegurava estar posseït pel diable. Allà coneix el pare Florentin, un capellà que fa exorcismes i que no pot revelar les confessions d'en Ribeiro que li va explicar sota secret de confessió. L'actitud del pare Florentin fa sospitar la capitana, però hi ha un secret que no s'imagina.

## Repartiment
- Anthony Delon: Alexandre Florentin
- Juliet Lemonnier: Sophie Maliquot
- Benoît Michel: Nathan Revel